# تمثيل لغوي رمزي
التمثيل اللغوي الرمزي هو تمثيل الألفاظ على شكل رموز دالة على نطقها ومعناها ونحو ذلك. وهذا التمثيل هو وظيفة، جزء الدماغ المختص باللغة الأساسية. التمثيل الرمزي طريقة لتنظيم المعلوما في صورة بصرية، بحيث تساعد المتعلم علي تحويل كم كبير من المعلومات او البيانات إلى شكل أو هيكل بسيط القراءة تجمعة علاقات محددة. إنها تحويل الأفكار والمفاهيم الواردة بنص ما إلى شكل بصري يمكن من خلاله عرض الأفكار والمفاهيم عرضًا مرئيًا بشكل ييسر فهمها.

## مرجع
تصميم البرمج التعليمية بفكر البنائية، تأليف كمال عبد الحميد زيتون، القاهرة: عالم الكتب، ص249).